# Akkreditiv
Ein Akkreditiv (englisch letter of credit, abgekürzt L/C) ist in der Außenhandelsfinanzierung (und seltener im Inland) ein Geschäftsbesorgungsvertrag mit dem abstrakten Schuldversprechen eines Kreditinstituts, nach Weisungen des Auftraggebers gegen Vorlage bestimmter Dokumente innerhalb eines bestimmten Zeitraumes Zahlung an einen bestimmten Zahlungsempfänger zu leisten.
Das Wort hat seinen Ursprung in der Handlungsmacht (französisch accréditation), die ihrerseits darauf beruht, jemandem „Glauben zu schenken“ (lateinisch accredere). Akkreditive kommen meist in der Außenhandelsfinanzierung vor, dann sind Beteiligte am Akkreditiv ein Verkäufer (Exporteur), ein Käufer (Importeur) und mindestens das akkreditiveröffnende Kreditinstitut als Hausbank des Importeurs. Akkreditivgrund ist im Regelfall die Lieferung von Waren oder Dienstleistungen, wobei als Dokumente Warenbegleitpapiere dienen.
Das Akkreditiv ist als Handelsklausel eine Zahlungsbedingung, die der Käufer dem Verkäufer stellt. Durch das Akkreditiv werden die gegenseitigen Erfüllungsrisiken gleichmäßig verteilt, denn der Verkäufer verliert (bei Vereinbarung entsprechender Dokumente, z. B. Traditionspapiere) seine Verfügungsgewalt über die Ware erst in dem Zeitpunkt, zu dem die Zahlung des Kaufpreises sichergestellt ist. Umgekehrt verliert der Käufer seine Verfügungsgewalt über den Geldbetrag erst, wenn er (bei Vereinbarung entsprechender Dokumente, z. B. Traditionspapiere) die Verfügungsgewalt über die Ware hat.

## Rechtsnatur
Das Akkreditiv ist der vom Käufer (meist Importeur) einem Kreditinstitut erteilte Auftrag, dem Verkäufer (meist Exporteur) gegen Übergabe der im akkreditiv genannten Dokumente einen bestimmten Geldbetrag zur Verfügung zu stellen. Konkret handelt es sich um einen Geschäftsbesorgungsvertrag in der Form des Dienstvertrages, der das Kreditinstitut verpflichtet, nach den Weisungen des Auftraggebers zu handeln. Dieser wird zwischen dem Auftraggeber und seiner Akkreditivbank geschlossen, die dem Verkäufer (meist Exporteur) oder einer ihrer Korrespondenzbanken oder der Bank des Exporteurs die Akkreditiveröffnung avisiert. Dieses Avis ist die Ankündigung der Akkreditiveröffnung. Beim bestätigten Akkreditiv gibt zusätzlich eine weitere beteiligte Bank (meist im Land des Verkäufers) im Auftrag der akkreditiveröffnenden Bank ein zusätzliches (analoges) abstraktes und bedingtes Zahlungsversprechen. Vorteil für den Käufer (sofern Importeur) ist neben einer zweiten Bank als verpflichtete, dass er einen Anspruch gegen eine Bank hat, gegen die er im eigenen Land nach eigenem Recht vorgehen kann. Politische Risiken wie das Moratorium werden dadurch ausgeschlossen.
Das Akkreditiv ist gesetzlich nicht geregelt, sondern ist in den „Einheitlichen Richtlinien und Gebräuche für Dokumenten-Akkreditive“ (ERA 600 vom Juli 2007) kodifiziert. Die Rechtsnatur der ERA 600 ist umstritten, doch stuft sie der Bundesgerichtshof als Handelsbrauch ein. Art. 2 ERA 600 definiert das Akkreditiv als „Vereinbarung, wonach eine im Auftrag und nach den Weisungen eines Kunden oder eine im eigenen Interesse handelnde Bank gegen vorgeschriebene Dokumente eine Zahlung an einen Dritten .. zu leisten … hat oder eine andere Bank zur Ausführung oder zur Akzeptierung und Bezahlung derartiger Wechsel ermächtigt, sofern die Akkreditivbedingungen erfüllt sind“. Die möglichen Warendokumente sind in den Art. 19–28 ERA 600 abschließend aufgezählt und müssen von der Akkreditivbank auf Vollständigkeit und Richtigkeit geprüft werden (Art. 14 ERA 600). Wie die Erwähnung in Art. 2 ERA 600 zeigt, können auch Wechsel mit dem Akkreditiv in Verbindung gebracht werden, so dass aus Banksicht ein Negoziierungskredit vorliegt. Als Interpretationshilfe der ICC für die an der Akkreditivabwicklung beteiligten Banken existiert neben den ERA 600 noch die International Standard Banking Practice (ISBP). In den ISBP werden einzelne Probleme, die in den ERA 600 nicht abschließend geklärt wurden, bearbeitet. Die Regelungen der ISBP sind für die beteiligten Banken jedoch nicht rechtsverbindlich. Bei eventuellen Streitigkeiten kann eine beteiligte Partei auch die ICC Paris direkt um deren Meinung anrufen, diese Meinungen sind in den gesammelten Decisions der ICC dokumentiert.
Sagt die Bank dem Exporteur die Zahlung aus dem Akkreditiv zu, liegt nach deutschem Recht ein selbständiges („abstraktes“) Schuldversprechen nach § 780 BGB vor, das durch stillschweigende Annahme durch den Exporteur zustande kommt (§ 151 BGB) und keiner Schriftform bedarf (§ 350 HGB). Das selbständige, abstrakte Zahlungsversprechen des Kreditinstituts gegenüber dem Begünstigten ist ein Wesensmerkmal des Dokumenten-Akkreditivs und ist sowohl vom Grundgeschäft (meist Export) als auch von den Akkreditivvereinbarungen abstrakt, so dass sich Einreden des Importeurs auf das Schuldversprechen nicht auswirken.
Abzugrenzen ist das Dokumenten-Akkreditiv von einem einfachen Geschäftsbesorgungsvertrag im Sinne von § 675 BGB. Ein solcher liegt beispielsweise vor, wenn der Auftraggeber ein Kreditinstitut anweist, eine Zahlung für Kraftfahrzeuge nur dann vorzunehmen, wenn der Auftragnehmer Kraftfahrzeugbriefe, Kraftfahrzeugscheine und Torpässe von zu liefernden Kraftfahrzeugen dem Kreditinstitut zur Prüfung auszuhändigen.

## Arten
Es gibt folgende Akkreditivarten:
- Nach der Art und Fälligkeit der Leistung
  - Zahlungsakkreditiv:
    - Sichtakkreditiv (englisch sight letter of credit): Die Zahlung erfolgt bei Vorlage der Dokumente,
    - deferred payment-Akkreditiv: Die Zahlung erfolgt an einem bestimmten Termin nach Vorlage der Dokumente.

  - Akzeptierungsakkreditiv (englisch letter of credit against acceptance): Zahlung gegen Hergabe eines Wechselakzeptes durch die Bank,
  - Negoziierungsakkreditiv (englisch negotiable letter of credit): Zahlung gegen Kreditgewährung.
- Nach der Art der Verpflichtung (Art. 6b ERA 600):
  - widerrufliches Akkreditiv (englisch revocable letter of credit): Schuldversprechen mit auflösender Bedingung gemäß Art. 8 ERA 600, wonach die Akkreditivbank ihr Zahlungsversprechen jederzeit bis zur Annahme der Dokumente durch die Akkreditivstelle ändern oder annullieren kann. Es bietet für den Verkäufer keine hinreichende Absicherung, so dass es in der Praxis quasi nicht vorkommt.
  - unwiderrufliches Akkreditiv (englisch irrevocable letter of credit): abstraktes und bedingtes Schuldversprechen einer Bank zur Zahlung nach Art. 9a ERA 600.
    - unbestätigtes Akkreditiv  (englisch non-confirmed letter of credit)
    - bestätigtes Akkreditiv (englisch confirmed letter of credit): Die bestätigende Bank gibt ein zusätzliches (analoge) abstraktes und bedingtes Zahlungsversprechen gegenüber dem im Akkreditiv begünstigten ab. Meist wird vereinbart, dass diese erst leisten muss, wenn die Bank des Käufers nicht innerhalb einer Karenzzeit (oft 10-30 Bankarbeitstage) den Gegenwert anschafft.
- Nach der Art der Bedingungen:
  - Barakkreditiv (Kreditbrief): Die Zahlung erfolgt gegen Vorlage des Kreditbriefs.
  - Dokumenten- oder Warenakkreditiv (englisch documentary credit): Die Zahlung ist an die Vorlage der im Akkreditiv genannten Dokumente und der Erfüllung der weiteren genannten Bedingungen gebunden.

Der Handelskreditbrief (englisch Commercial letter of credit CLC oder englisch Letter of credit L/C) ist heute die in angelsächsischen Ländern im Außenhandel gebräuchliche Form des deutschen Dokumentenakkreditivs.

## Hinweise zu einzelnen Akkreditivarten
Bestätigtes Akkreditiv
Durch die Eröffnung eines Akkreditivs wird ein unwiderrufliches Zahlungsversprechen der Bank des Käufers (meist Importeur) begründet. Um dem Verkäufer (meist Exporteur) zusätzlich zu diesem Zahlungsversprechen eine weitere Sicherheit zu geben, ist es möglich, dass zusätzlich zu dem Zahlungsversprechen der Bank des Käufers (meist Importeur) ein Zahlungsversprechen der Bank des Verkäufers (meist Exporteur) oder einer anderen beteiligten Bank ausgesprochen wird. Dieses zweite Zahlungsversprechen dient der Absicherung von Risiken, die in der Bank des Importeurs (Länder- und/oder Bankenrisiken) und in dem Staat des Importeurs (z. B. Risiko eines Zahlungsmoratoriums oder des Konvertierungs- und Transferstopprisikos, bei dem es der Akkreditivbank nicht erlaubt ist, einheimische Währung zu tauschen (konvertieren) oder Devisen ins Ausland zu transferieren) begründet sein können. Eine Akkreditivbestätigung setzt voraus, dass die Bank des Käufers (meist Importeur) im Akkreditiv ausdrücklich einen Bestätigungsauftrag erteilt. Die bestätigende Bank haftet dem Verkäufer (meist Exporteur) gegenüber bei der Nichteinhaltung der Akkreditivverpflichtung durch die eröffnende Bank. In der Bestätigungsklausel behält die bestätigende Bank sich in der Regel eine Karenzfrist vor, nach der sie anstelle der eröffnenden Bank Zahlung leistet.
Eine Bestätigung ohne Auftrag der Auslandsbank ist in der Bankensprache eine Ankaufszusage oder stille Bestätigung. In beiden Fällen prüft die bestätigende Bank die Kreditwürdigkeit der eröffnenden Bank und verbucht in ihren Büchern eine Eventualverbindlichkeit für diese Bank.
Banken bestätigen in der Regel nur Akkreditive, bei denen sie die Prüfung der Dokumente auch für die akkreditiveröffnende Bank verbindlich vornehmen. Nach Feststellung der Konformität der Dokumente mit dem Akkreditiv teilt die bestätigende/aufnehmende Bank der eröffnenden Bank mit, dass die Dokumente aufgenommen wurden und fordert diese auf, innerhalb von drei Bankarbeitstagen für die Kontodeckung zu sorgen bzw. dass sie sich bei einer in der L/C Eröffnung angegebenen Bank erholt bzw. dass sie das Lorokonto der eröffnenden Bank belastet.
Übertragbares Akkreditiv
Bei der Abwicklung von Handelsgeschäften kommt es regelmäßig vor, dass sogenannte Handelsketten entstehen. Der Importeur einer Ware ist häufig nicht der Endverbraucher bzw. der Groß- oder Einzelhändler einer Ware, sondern nur ein Zwischenhändler. So bedienen sich z. B. häufig Firmen der Dienste von Zwischenhändlern, um Waren einzukaufen, für die sie in den entsprechenden Märkten nicht über ausreichende Marktinformationen verfügen.
Wenn diese Zwischenhändler nicht über genügend eigene Liquidität bzw. Kreditlinien verfügen, um den Einkauf mittels eines Akkreditivs abzuwickeln, wird häufig das Instrument einer Akkreditivübertragung gewählt, um den Zwischenhändler in die Lage zu versetzen, den Einkauf abzuwickeln.
Der Ablauf ist wie folgt: Der Endabnehmer eröffnet ein Akkreditiv zugunsten des Zwischenhändlers. In diesem Akkreditiv ist ausdrücklich aufgeführt, dass es übertragen werden kann. Dieser Übertragungsvermerk kann auch eingeschränkt sein. So kann die Übertragung auf einen bestimmten Lieferanten oder ein bestimmtes Land beschränkt sein, ebenso können bestimmte Lieferanten, Länder etc. ausgeschlossen werden. Die Bank des Zwischenhändlers erhält von dem Zwischenhändler den Auftrag, das Akkreditiv (oder bei teilbaren Akkreditiven einen Teil des Akkreditivs) an einen bestimmten Lieferanten zu übertragen. Dabei werden laut ERA 600, von drei Ausnahmen abgesehen, die Ursprungsbedingungen des Akkreditivs 1:1 an den Zweitbegünstigten übertragen. Die Ausnahmen sind der Preis (in der Regel kauft der Zwischenhändler zu einem geringeren Preis ein, als er an den Endabnehmer fakturiert), die Liefertermine sowie die Akkreditivlaufzeit, die verkürzt werden können. Da die Bank des Zwischenhändlers hier keine eigenständige Zahlungsverpflichtung übernimmt, sondern nur die Zahlungsverpflichtung der eröffnenden Bank weiterreicht, muss sie die Kreditlinie des Zwischenhändlers nicht belasten. Bestandteil der Übertragung ist die Verpflichtung der eröffnenden Bank auch „Dokumente von dritter Seite“ zu akzeptieren. Die übertragende Bank ist immer auch Zahlstelle für das Akkreditiv, das heißt, sie prüft für die beiden anderen beteiligten Banken die Ordnungsmäßigkeit der vorgelegten Dokumente. Bei Dokumentenvorlage durch den Exporteur prüft die übertragende Bank die Dokumente und nimmt vom Zwischenhändler eine Austauschrechnung entgegen, um das Akkreditiv der eröffnenden Bank ausnutzen zu können. Wenn sie auf dem Konto des Zwischenhändlers den Zahlungseingang von der eröffnenden Bank verbucht, reicht sie den Erlös für den Exporteur auf das Konto bei seiner Bank weiter.
Theoretisch ist es auch möglich, ein Akkreditiv mehrfach zu übertragen. Dies ist wegen der Komplexität einer solchen Konstruktion in der Bankpraxis jedoch extrem selten.
Ein weiteres Instrument zur Abwicklung des Kaufes für einen Zwischenhändler, das ohne Nutzung eigener Liquidität bzw. Kreditlinie aus dem Akkreditiv abgeleitet werden kann, ist die Hinauslegung eines unwiderruflichen Zahlungsauftrags durch seine Bank.
Revolvierendes Akkreditiv
In der Literatur über Akkreditive taucht regelmäßig der Begriff des revolvierenden Akkreditivs auf. Damit ist ein Akkreditiv gemeint, das nach Ausnutzung wiederauflebt und durch den Exporteur neu ausgenutzt werden kann. Es wird zwischen zwei Grundformen dieses Akkreditivs unterschieden:
- das einfach revolvierende Akkreditiv
- das kumulativ revolvierende Akkreditiv

Bei einem revolvierenden Akkreditiv würde sich die eröffnende Bank gegenüber dem Exporteur verpflichten, in einem bestimmten Zeitraum (zum Beispiel einem Monat) ordnungsgemäße Dokumente bis zu einem Wert von X aufzunehmen. Nach Ablauf des Kalendermonats könnte der Exporteur im Folgemonat erneut Dokumente unter dem Akkreditiv einreichen, bis entweder ein im Akkreditiv genannter Gesamtbetrag erreicht ist oder das Akkreditiv durch Fristablauf ungültig wird. Beim kumulativ revolvierenden Akkreditiv könnte der Exporteur in den Folgeperioden auch die Akkreditivbeträge ausnutzen, die in den Vorperioden nicht genutzt wurden, beim einfach revolvierenden Akkreditiv verfallen die nicht ausgenutzten Beträge.
In der Praxis hat diese Akkreditivform keine Bedeutung. Da bei einem revolvierenden Akkreditiv die eröffnende Bank die Kreditlinie des Importeurs in Höhe der maximal errechneten kumulierten Ausnutzungen über die gesamte Kreditlaufzeit belasten würde (und entsprechende Kreditprovisionen vereinnahmen müsste), ist diese Abwicklungsform für Importeure i. d. R. nicht interessant.
Für die Abwicklung regelmäßig vorkommender Lieferungen wird üblicherweise durch den Importeur eine langfristige Zahlungsgarantie zugunsten des Exporteurs bei der Hausbank des Importeurs beauftragt.
Nachsichtakkreditiv
Im Gegensatz zum Sichtakkreditiv (Auszahlung erfolgt bei Einreichung akkreditivkonformer Dokumente) wird hier dem Importeur ein Zahlungsziel eingeräumt „deferred payment L/C“.
Hinweis im Akkreditiv: „available … 90 days after sight“, „available … 90 days after B/L-date“ oder ähnlich. In Ostasien wird diese Akkreditivart oft auch „usance L/C“ genannt. Davon wird aber mittlerweile kein Gebrauch mehr gemacht, und die westliche Variante zur Vereinheitlichung herangezogen.

## Ablauf einer Zahlung per Dokumenten-Akkreditiv
- Der Importeur einer Ware (Akkreditivsteller) beauftragt seine Hausbank damit, unter seiner Rückhaftung ein Akkreditiv zugunsten des Exporteurs (Begünstigter) zu eröffnen. Dies setzt voraus, dass der Importeur bei der Hausbank über eine entsprechende Kreditlinie oder Guthaben verfügt.
- Die Bank des Importeurs eröffnet das Akkreditiv unwiderruflich zu Gunsten des Exporteurs. Hierbei bedient sie sich zur Abwicklung einer Bank im Land des Exporteurs (= avisierende Bank), die ihr entweder vom Importeur vorgegeben wurde oder ihre Korrespondenzbank ist. Im Akkreditiv wird die Ware hinsichtlich Art, Menge und Verpackung beschrieben, und es werden Fristen für den Versand der Ware vom Verladeort bis zum Abladeort sowie zur Vorlage der Dokumente genannt. Ferner werden die Dokumente spezifiziert, die die Bezahlung des Akkreditivs auslösen.

Hierbei kann es sich unter anderem um folgende Warenbegleitpapiere handeln:
- Handelsrechnung, selten in konsularisch beglaubigter Form (englisch commercial invoice)
- Frachtrechnung (englisch freight invoice)
- Packliste (englisch packing list)
- Ursprungszeugnis, meist beglaubigt durch die Handelskammer im Herkunftsland (englisch certificate of origin)
- Ladepapiere oder Transportdokumente
  - Konnossement (englisch bill of lading)
  - Frachtbrief oder Luftfrachtbrief (englisch express courier receipt, airway bill)
  - Abladebestätigung
  - Übernahmebestätigung (englisch forwarders’ certificate receipt)
- Versicherungszertifikate oder -policen für Transportrisiken
- Wechsel für die Refinanzierung bei Nachsichtakkreditiven
- Qualitätszeugnisse
- Zertifikate von Reedereien oder Warenprüfgesellschaften, z. B. das Pre-shipment-inspection-Zertifikat

Ferner verpflichtet sich die eröffnende Bank gegenüber dem Exporteur unwiderruflich, an ihn dann Zahlung zu leisten, wenn er die dokumentären Bedingungen des Akkreditivs vollständig erfüllt hat.
- Die Bank des Exporteurs avisiert dem Exporteur die Eröffnung des Akkreditivs, nachdem sie geprüft hat, ob das Akkreditiv rechtlich und formal einwandfrei ist. Außerdem bietet sie sich an, die dokumentäre Abwicklung für den Exporteur zu übernehmen.
- Der Exporteur prüft nach erfolgter Avisierung, ob das Akkreditiv mit dem Kaufvertrag übereinstimmt. Daraufhin verlädt er die Ware am Versandort (Hafen, Flughafen, Bahn, LKW etc.) und erhält die entsprechenden Dokumente, die er anschließend, neben den anderen im Akkreditiv geforderten Dokumenten, bei seiner Bank einreicht.
- Nach sorgfältiger Prüfung der Dokumente und der Feststellung, dass diese akkreditivkonform sind, erfolgt entweder die Zahlung an den Exporteur (wenn bei der Akkreditiveröffnung die avisierende Bank die Zahlstellenfunktion übertragen bekommen hat) oder die Weiterleitung an die eröffnende Bank. Diese nimmt dann, nach Feststellung der Ordnungsmäßigkeit der Dokumente, die Zahlung vor und händigt die Dokumente dem Importeur aus.
- Mit den Transportdokumenten kann der Importeur dann Eigentum an der Ware erlangen, wenn das Recht an der Ware durch die begleitenden Dokumente verbrieft ist. Dies ist zum Beispiel bei Konnossementen der Fall.

Wenn die Dokumente nicht vollständig den Bedingungen des Akkreditivs entsprechen, ist das unwiderrufliche Zahlungsversprechen der eröffnenden Bank hinfällig geworden. In der Regel stellt dies die Bank des Exporteurs bei der Prüfung der Dokumente fest. Allgemein gebräuchlich werden fehlerhafte Dokumente auf „Inkassobasis“ an die Bank des Importeurs weitergesandt. Diese klärt dann mit dem Importeur, ob dieser trotzdem bereit ist, die Dokumente aufzunehmen und den Akkreditivbetrag überweisen zu lassen. Da die Zahlungsverpflichtung der Bank des Importeurs bei Unstimmigkeiten der Dokumente hinfällig geworden ist, kann sie sich ebenfalls neu entscheiden, ob sie die Zahlung ausführen will. Sollte der Importeur z. B. in der Zwischenzeit insolvent geworden sein, könnte sie die Zahlung verweigern. In diesem Fall muss die eröffnende Bank nach Feststellung der Unstimmigkeiten dem Exporteur (über vorlegende Bank) mitteilen, dass sie die Dokumentenaufnahme ablehnt. Dies muss sie gemäß den „ERA 600“ innerhalb einer Frist von maximal fünf Bankarbeitstagen nach Dokumenteneingang tun. Versäumt sie diese Frist, so gelten die fehlerhaften Dokumente als aufgenommen und somit als zu bezahlen.

## Wirtschaftliche Bedeutung für den Exporteur
Vorteil für den Exporteur
Er besitzt ein abstraktes und selbstschuldnerisches Zahlungsversprechen einer Bank, mit dem er, unabhängig von den Interessen des Importeurs, nach Lieferung die Bezahlung der Ware durchsetzen kann.
Nachteile für den Exporteur
- Wenn bei einem unbestätigten Akkreditiv die eröffnende Bank zahlungsunfähig wird oder die Regierung des Landes des Importeurs ein Zahlungsmoratorium verfügt, ist der Schutz des Exporteurs durch das Akkreditiv (Schutzbrief) nicht mehr gegeben.

- Hinzu kommt das Dokumentenrisiko, also die Frage, ob der Exporteur in der Lage ist, Dokumente beizubringen, die vollständig den Bedingungen des Akkreditivs entsprechen. Der Zahlungsanspruch gegen die Bank ist hinfällig, wenn die Dokumente fehlerhaft sind (z. B. weil Liefertermine überschritten wurden und deshalb die Bedingungen des Akkreditivs nicht erfüllt sind oder weil in den Dokumenten Schreibfehler enthalten sind oder die Dokumente den inhaltlichen Anforderungen an Akkreditivdokumente nicht genügen). Im Falle von fehlerhaften Dokumenten wird aus der Abwicklung als Akkreditiv eine Abwicklung als Dokumenteninkasso.

## Wirtschaftliche Bedeutung für den Importeur
Vorteile für den Importeur
Die Zahlung erfolgt nur
- wenn akkreditivkonforme Dokumente fristgerecht eingereicht werden,
- durch Vorlage der im Importland benötigten Dokumente und/oder
- bei dokumentärem Nachweis über den termingerechten Warenversand.

Bis zur Bezahlung der Ware durch das Akkreditiv muss der Importeur keine eigene Liquidität einsetzen, seine Kreditlinie wird jedoch durch die eröffnende Bank belastet.
Risiko für den Importeur
Entspricht die gelieferte Ware nicht dem Vertrag und dem Akkreditiv, sind aber die Dokumente akkreditivgemäß, wird der Exporteur dennoch bezahlt.
In Einzelfällen kann die Lösung hierfür z. B. die Warenprüfung durch eine Warenprüfgesellschaft sein, welche mit einem entsprechenden Zertifikat (welches auch bei der Akkreditiveröffnung als beizulegendes Dokument gefordert wurde) bestätigt, dass die Ware den Vertragsbedingungen entspricht. In der Praxis wird dies jedoch aus Kostengründen nur selten genutzt und kommt überwiegend beim Import von höherwertigen Gütern, in der Regel bei Grundstoffen, zum Einsatz.

## Wirtschaftliche Bedeutung für die Bank
Kreditinstitute müssen definitionsgemäß bei Akkreditiven mitwirken. Neben den akkreditivtypischen Geschäften fallen zusätzlich noch Auslandsüberweisungen im Auslandszahlungsverkehr an. Etwa 15 % des Außenhandels werden in Deutschland durch Akkreditive abgesichert.

## Bankrecht
Mit der Eröffnung eines Akkreditivs ist aus Banksicht eine Eventualverbindlichkeit der Akkreditivbank gegenüber dem Exporteur verbunden, da sie sich zur Einlösung ordnungsgemäßer Dokumente im Rahmen eines Schuldversprechens verpflichtet. Deshalb gilt nach Art. 166 Abs. 8b der Kapitaladäquanzverordnung (englische Abkürzung CRR) für beide beteiligten Institute ein Risikopositionswert von 20 % des Akkreditivbetrags bei der Unterlegung mit Eigenkapital. Die Eigenkapitalbelastung der als mittleres/geringes Kreditrisiko eingestuften Akkreditive ist – neben dem Überwachungs- und Bearbeitungsaufwand – der Grund, warum Banken hierfür Provisionen (Eröffnungs-, Avisierungs-, Bestätigungs- und Dokumentenaufnahmeprovision) berechnen. Akkreditive stellen eine Kreditleihe dar und sind deshalb ein Bankgeschäft nach § 1 Abs. 1 Nr. 8 Kreditwesengesetz (KWG), denn das Schuldversprechen ist eine „sonstige Gewährleistung“. Unabhängig vom widerruflichen oder unwiderruflichen Akkreditiv ist es nach § 26 Abs. 2 Kreditinstituts-Rechnungslegungsverordnung (RechKredV) in der Position U1b „Verbindlichkeiten aus Bürgschaften und Gewährleistungsverträgen“ in der Bankbilanz „unter dem Strich“ auszuweisen.

## Betrugsvarianten
In Betrugskreisen werden gefälschte Akkreditive mit der englischen Bezeichnung Letter of Credit verschiedentlich Kapitalanlegern zu äußerst günstigen Marktzinsen zur Vorfinanzierung angeboten. Aussteller ist eine vermeintliche „Prime-Bank“. Die Betrüger gehen hierbei mit hoher Professionalität vor – angefangen von einer guten Fälschung des Briefbogens bis hin zu sauber kopierten Unterschriften tatsächlich berechtigter Aussteller. Letters of Credit werden nahezu ausnahmslos – unaufgefordert – per Telefax versandt, da eine gefälschte Unterschrift sehr schwer als solche erkennbar ist. Es handelt sich hierbei meist um Kreditbriefe, bei denen üblicherweise keine Warendokumente verlangt werden und die in Ländern mit Devisenbewirtschaftung zur Vorlage ausgestellt sind.

## Diplomatie
Im diplomatischen Zusammenhang bedeutet Akkreditiv (auch Kreditiv) das Beglaubigungsschreiben, das die Regierung des Entsendestaates zur Akkreditierung eines Diplomaten zur Vorlage bei der Regierung des Empfangsstaats ausstellt.